# 생방송 판다다
《생방송 판다다》는 2018년 2월 26일부터 2020년 2월 21일까지 EBS 1TV와 EBS 2TV에서 방송되었던, EBS(한국교육방송공사)의 어린이 프로그램이다.

## 출연자
- 김필수[1]
- 최초룡
- 한혜리
- 남대정
- 강다민
- 김다은[2]

### 이전 출연자[3]
- 황민영
- 박나예
- 김시은
- 정성영
- 성민서[4]
- 민가린
- 정찬비[5]
- 김태원
- 김태용[6]
- 김종섭

## 목소리 출연
- 이보용[7]

### 이전 목소리 출연자
- 한만중[8]
- 박웅선[9]
- 엄상현[10]
- 전태열[11]

## 주요 제작진

### 연출
- 이상헌
- 양성부
- 정현경

### 조연출
- 채수영

## 이전 주요 제작진

### 이전 연출
- 김아랑[12]
- 박시진[13]

### 이전 조연출
- 김명진[14]
- 강민[15]